# Literatura da Islândia
A literatura da Islândia refere-se à literatura escrita em língua islandesa a partir do século IX, época da colonização da Islândia. É conhecida principalmente pelas Sagas, escritas em tempos medievais. Como o islandês e o norueguês antigo são quase a mesma coisa, a literatura islandesa medieval também é chamada de literatura nórdica antiga.

## Literatura islandesa antiga
A literatura islandesa medieval é comumente dividida em três partes:
- Edda em verso
- Poesia escáldica
- Sagas

### AsEddas

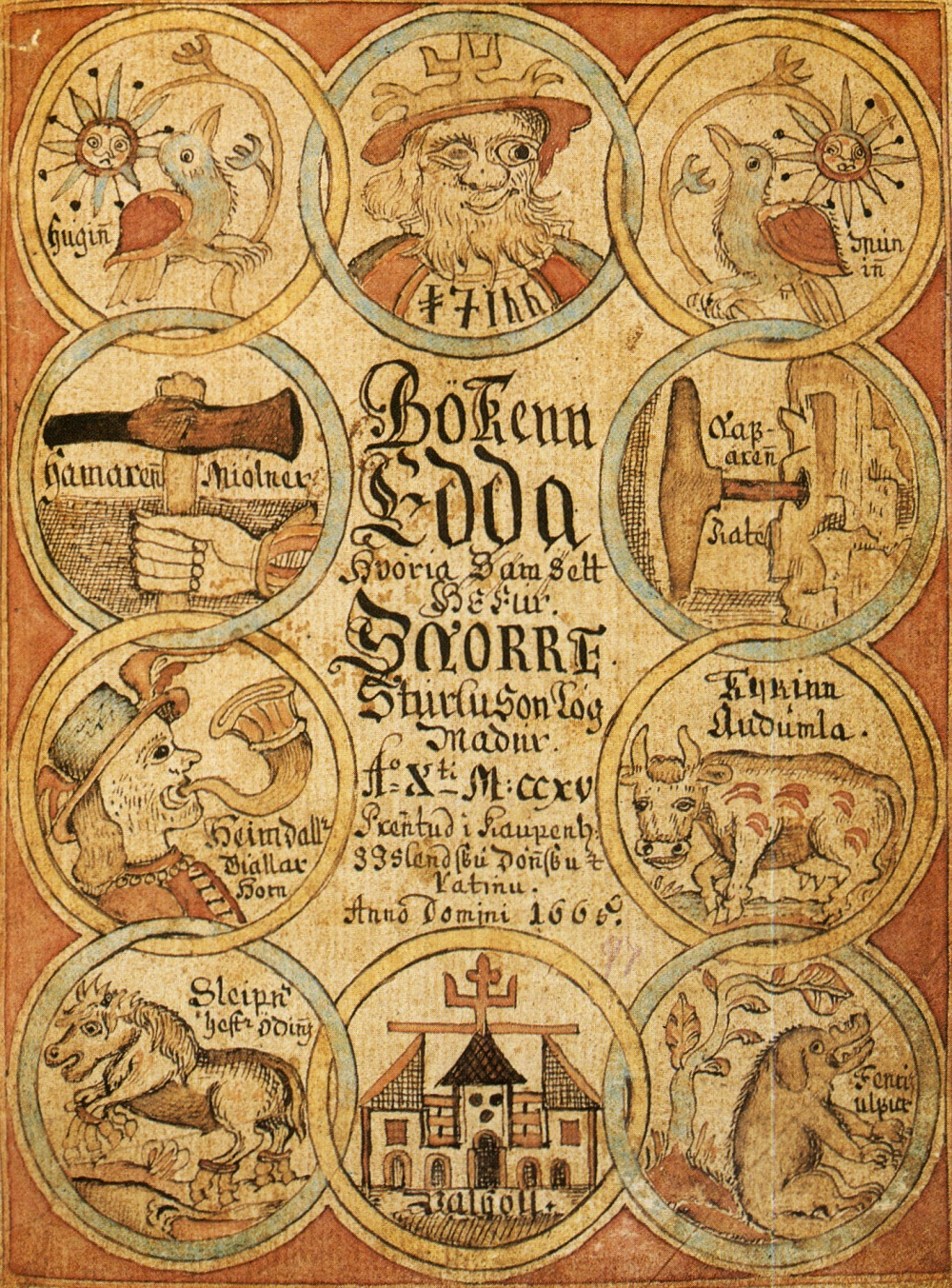
Página de um manuscrito da Edda em Prosa, mostrando Odin, Heimdallr, Sleipnir e outras figuras da mitologia Nórdica.

Há duas teorias para a etimologia da palavra “Edda”. Uns dizem que vem do termo norueguês antigo edda, que significa bisavó. Mas é mais provável que seja uma referência a Oddi, o lugar onde Snorri Sturluson (autor da Edda em prosa) viveu.
A Edda em verso (originalmente atribuída a Semundo, o Sábio, teoria rejeitada pela maior parte dos estudiosos atuais) é uma coleção de antigos poemas e histórias nórdicas originadas no final do século X. Embora esses poemas e histórias venham da parte continental da Escandinávia, elas foram registradas por escrito pela primeira vez na Islândia do século XIII. O manuscrito original da Edda Poética é o Códex Régio, encontrado na Islândia meridional em 1643 por Brynjólfur Sveinsson, bispo de Skálholt.
A Edda em prosa foi escrita por Snorri Sturluson, e é a principal fonte do entendimento moderno sobre mitologia nórdica e sobre algumas características da poética islandesa medieval, já que contém muitas história mitológicas e várias kennings. Na verdade, o principal propósito de Snorri ao escrevê-la foi o de fazer um manual de poética para os escaldos islandeses.

### Poesia escáldica
A poesia escáldica difere da poesia Eddaica pelo fato de ser composta por notórios escaldos, os poetas da Islândia medieval. Em vez de falar sobre eventos mitológicos ou contar histórias mitológicas, a poesia escáldica era cantada para honrar nobres e reis, comemorar ou satirizar eventos importantes ou recentes (uma batalha vencida por seu rei, um evento político da cidade etc.).
A poesia escáldica é escrita com um sistema métrico estrito, verso aliterativo e com muitas figuras de linguagem: a preferida delas eram as kennings, que deixavam o texto muitas vezes incompreensível para alguém que não as conhecesse, além de usar de muita “licença artística” no que diz respeito à ordem das palavras e a sintaxe.

### Sagas
As sagas são histórias em prosa escritas em nórdico antigo que falam sobre fatos históricos ou lendários do mundo escandinavo e germânico. Por exemplo: a migração para a Islândia, a descoberta de Vinlândia ou a história dos primeiros habitantes de Gotlândia etc.
Enquanto as Eddas são fantasiosas e contêm histórias mitológicas, as sagas são normalmente realistas e lidam com fatos reais. Apesar disso, existem sagas lendárias, sagas de santos e bispos e romances traduzidos; algumas vezes, também, algumas referências mitológicas são adicionadas e a história é feita mais fantástica e romântica do que realmente foi. As sagas são a principal fonte para o estudo da história da Escandinávia entre os séculos IX e XIII

## Literatura islandesa média

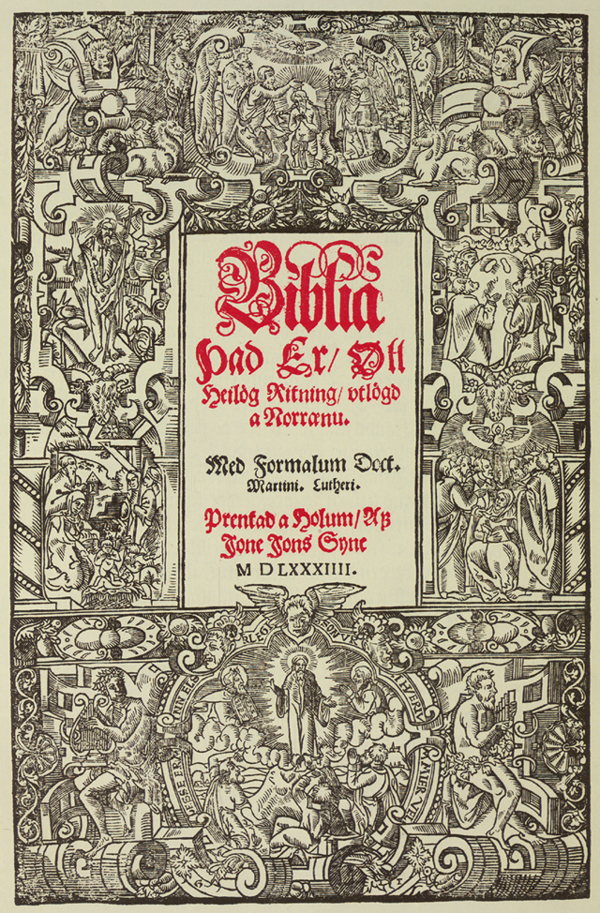
Frontispício da elaborada Bíblia impressa do bispo islandês Guðbrandur Þorláksson.

Em 1262, a Islândia uniu-se à monarquia norueguesa e perdeu sua independência, começando um declínio da literatura. Uma magnífica tradução da Bíblia por Guðbrandur Þorláksson foi publicada em 1584. Composições importantes da época incluem versos sacros, principalmente os Passíusálmar (Salmos da Paixão de Cristo) de Hallgrímur Pétursson, e rímur, poemas épicos rimados com versos aliterativos que consistem de dois a quatro versos por estrofe, populares até o final do século XIX.

## Literatura islandesa moderna
No começo do século XIX, houve um renascimento linguístico e literário. O Romantismo chegou na Islândia e foi dominante principalmente na década de 1830, na obra de poetas como Bjarni Thorarensen (1786-1841) e Jónas Hallgrímsson (1807-1845). Jónas Hallgrímsson, que também foi o primeiro escritor islandês a fazer contos, influenciou Jón Thoroddsen (1818-1868) que, em 1850, publicou o primeiro romance islandês.

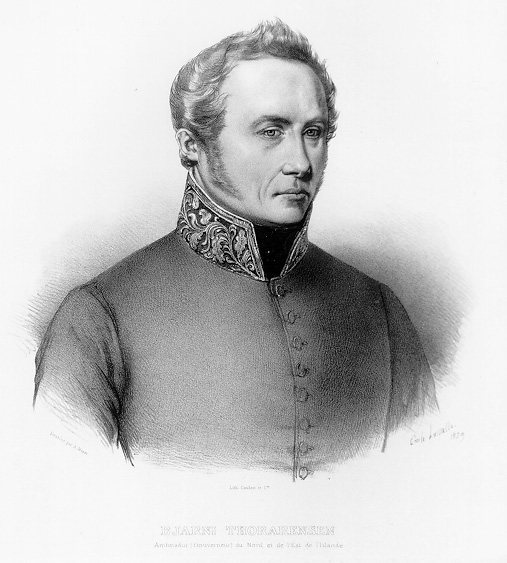
Um retrato de Bjarni Thorarensen feito por Auguste Mayer

Este estilo islandês clássico do século XIX e do começo do século XX, foi continuado principalmente por Grímur Thomssen (1820–1896), que escreveu muitos poemas heroicos; Matthías Jochumsson (1835–1920), que escreveu várias peças hoje consideradas as precursoras do Drama islandês moderno; entre muitos outros.
O realismo e o naturalismo seguiram o romantismo. Realistas notáveis incluem o escritor de contos Gestur Pálsson (1852–1891), conhecido pelas suas sátiras, e o poeta islandês-canadense Stephan G. Stephansson (1853–1927), famoso pelo seu modo sensitivo de lidar com a língua e pela sua veia irônica.
No começo do século XX, muitos escritores começaram a escrever em dinamarquês, muitos deles até dignos de nota, como Gunnar Gunnarsson (1889-1975), um dos autores islandeses mais conhecidos e mais traduzidos para outras línguas, considerado um mestre na caracterização. Entretanto, o mais famoso escritor islandês é o vencedor do prêmio Nobel de Literatura em 1955, Halldór Laxness (1902–1998), autor de vários artigos, ensaios, poemas, contos e romances. Seus trabalhos Expressionistas mais conhecidos são Povo independente (Sjálfstætt fólk), Salka Valka e O sino da Islândia (Íslandsklukkan).
Depois da Primeira Guerra Mundial, houve um renascimento do estilo clássico, especialmente na poesia, com autores como Davíð Stefánsson e Tómas Guðmundsson. Mais tarde, eles se tornariam os representantes da poesia tradicional na Islândia do século XX. Autores modernos, do final da Segunda Guerra Mundial, tendem a misturar elementos do estilo clássico com um estilo modernista.
Alguns autores ativos na Islândia hoje são: Snorri Hjartasson e Ólafur Jóhann Sigurðsson, vencedores do prêmio literário do conselho nórdico, Agnar Þordarsson, um dos maiores representantes do Drama atualmente na Islândia, e muitos outros.